# K2-55
K2-55, EPIC 205924614 — одиночная звезда в созвездии Водолея на расстоянии приблизительно 519 световых лет (около 159 парсек) от Солнца. Видимая звёздная величина звезды — +13,546m.
Вокруг звезды обращается, как минимум, одна планета.

## Характеристики
K2-55 — оранжевый карлик спектрального класса K7V. Масса — около 0,688 солнечной, радиус — около 0,66 солнечного, светимость — около 0,151 солнечной. Эффективная температура — около 4497 К.

## Планетная система
В 2016 году командой астрономов, работающих с фотометрическими данными в рамках проекта Kepler K2, было объявлено об открытии планеты K2-55 b.